# Jagh längtar, Herre, efter tigh
Jagh längtar, Herre, efter tigh är en allegorisk psalm över Psaltaren 25, efter förlaga av Jakob Arrhenius. Psalmen skall inte blandas ihop med nr 42, "Min hogh från Menniskior hafwer jagh wändt", som också baseras på Psaltaren 25. Psalmen har i Jacob Arrhenius tolkning från 1695 åtta verser och inleds med orden:
Jagh längtar, Herre, efter tigh
Låt migh på skam eij komma:
Enligt 1697 års koralbok är melodin samma som till nr 27 "Ack Herre straffa icke mig".

## Publicerad som
- 1695 års psalmbok som nr 43 under rubriken "Konung Davids Psalmer".